# Epoca Sturlungilor
Epoca Sturlungilor (în islandeză Sturlungaöld [ˈstʏ(r)tluŋkaˌœlt]) a fost o perioadă de 42–44 de ani de conflicte interne violente în Islanda jumătății secolului al XIII-lea. Este documentată în saga Sturlunga⁠(d). Această perioadă este marcată de conflictele căpeteniilor locale, goðar⁠(d), care își adunau adepți și purtau războaie, și își trage numele dela clanul Sturlung⁠(d), cea mai puternică familie din Islanda acelor vremuri. Epoca a dus la semnarea Vechiului Legământ⁠(d), care a adus Islanda sub coroana norvegiană.

## Goðar
În Comunitatea Islandeză⁠(d), puterea stătea în cea mai mare parte în mâinile căpeteniilor locale, numite goðar⁠(d). Islanda era efectiv împărțită în Landsfjórðungur⁠(d) (sferturi sau cartiere). În fiecare cartier se aflau nouă Goðiate („Goðorð”). Cartierul de Nord avea trei dominioane suplimentare din cauza dimensiunii sale. În total erau 39 de Goðorð.
Căpeteniile goðiatelor protejau țăranii de pe teritoriul lor și cereau despăgubiri sau răzbunare dacă drepturile adepților lor erau încălcate. În schimb, țăranii promiteau sprijinul pentru Goði, atât votând în favoarea lui în parlamentul Alþingi, cât și (dacă era necesar) luptând cu arma în mână împotriva dușmanilor lui. Cu toate acestea, puterile căpeteniilor Goði nu erau nici permanente, nici moștenite. Acest statut a apărut printr-o combinație de respect, onoare, influență și avuție. Căpeteniile trebuia să-și demonstreze calitățile de conducători, fie dând daruri adepților lor, fie ținând mari petreceri. În cazul în care căpetenia părea să nu se achite de oricare din aceste obligații, adepții săi puteau pur și simplu să aleagă un alt Goði, mai calificat, pe care să îl susțină.
Cei mai mari căpetenii din secolele al XII-lea și al XIII-lea au început să adune mari bogății și să anexeze teritoriile celor mai mici. Puterea în țară se consolidase în mâna câtorva clanuri de familie. Ele erau:
- Haukdælir⁠(d), din Árnesþing
- Oddaverjar⁠(d), din Rangárvellir⁠(is)[traduceți]
- Ásbirningar⁠(d), din Skagafjörður⁠(d)
- Vatnsfirðingar⁠(d) din Ísafjörður
- Svínfellingar⁠(d) din Regiunea de Est
- Sturlungar⁠(d), din Hvammur, Dalir

În acest moment, Hákon cel Bătrân, regele Norvegiei, încerca să-și extindă influența în Islanda. Multe căpetenii islandeze au devenit vasale acestuia și s-au obligat să-i respecte poruncile. În schimb, ei primeau cadouri, se bucurau de adepți și de un statut respectabil. În consecință, cele mai mari căpetenii islandeze erau în curând afiliate regelui Norvegiei într-un fel sau altul.

## Istorie

### Ascensiunea Sturlungilor
Epoca Sturlungilor a început în 1220, când Snorri Sturluson, căpetenia clanului⁠(d) Sturlung și unul dintre marii scriitori de saga islandeze, a devenit vasal al lui Haakon al IV-lea al Norvegiei. Regele a insistat ca Snorri să-l ajute să aducă Islanda sub suveranitatea Norvegiei. Snorri s-a întors acasă și, deși în curând a devenit cea mai puternică căpetenie al țării, a făcut prea puține pentru a impune voința regelui. Potrivit unui istoric, „nu știm dacă inactivitatea [lui Snorri] s-a datorat lipsei de voință sau a convingerii sale că nu are nicio șansă”. 
În 1235, nepotul lui Snorri, Sturla Sighvatsson⁠(d), a acceptat și el vasalitatea față de rege. Sturla a fost mai agresiv: și-a trimis unchiul înapoi în Norvegia și a început să lupte împotriva căpeteniilor care refuzau să accepte cererile regelui. Cu toate acestea, Sturla și tatăl său Sighvatur au fost înfrânți de Gissur Þorvaldsson⁠(d), căpetenie din clanul Haukdælir, și Kolbeinn cel Tânăr⁠(d), căpetenia Ásbirningilor, în Örlygsstaðir din Skagafjörður⁠(d). Bătălia de la Örlygsstaðir⁠(d) a fost cel mai mare conflict armat din istoria Islandei — Sturla avea 1.000 de oameni înarmați, iar Gissur și Kolbeinn cel Tânăr aveau 1.200 de oameni înarmați. Peste 50 de persoane au fost ucise. După această victorie, Gissur și Kolbeinn au devenit cele mai puternice căpetenii din țară.
Snorri Sturluson s-a întors acasă în Islanda, după ce a căzut în disgrația regelui din cauza sprijinului său pentru Jarl Skúli într-o încercare de lovitură de stat. Gissur Þorvaldsson, și el vasal al regelui norvegian, a primit instrucțiuni să-l asasineze pe Snorri. În 1241, Gissur a mers cu mulți oameni la casa lui Snorri și l-a ucis. Se spune că ultimele cuvinte ale lui Snorri au fost „Eigi skal höggva!” (în traducere, „nu lovi!”).

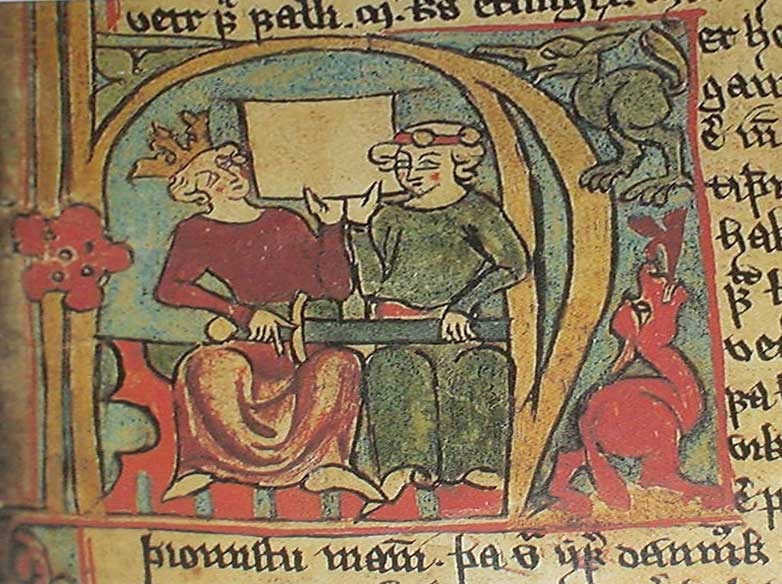
O ilustrație a lui Hákon, regele Norvegiei și a lui, din

În 1236, Þórður kakali Sighvatsson⁠(d) (porecla kakali înseamnă probabil „Bâlbâitul”), fratele lui Snorri, s-a întors acasă în Islanda din străinătate. Avea motive de răzbunare, pentru că frații și tatăl lui căzuseră în bătălia de la Örlygsstaðir. Curând el s-a dovedit a fi un tactician și un conducător formidabil. Patru ani mai târziu, domnia Ásbirningilor s-a încheiat efectiv, după luptele aprige cu Þórður. Bătălia de la Golf⁠(d) (1244 – singura bătălie navală din istoria Islandei cu islandezi de ambele părți) și bătălia de la Haugsnes⁠(d) (1246 – cea mai sângeroasă bătălie din istoria Islandei cu aproximativ 110 morți) ambele au avut loc în această perioadă.
Þórður kakali și Gissur Þorvaldsson nu s-au luptat însă între ei. Ambii erau vasali ai regelui Norvegiei și au apelat la el ca mediator al disputelor. Regele a decis în favoarea lui Þórður și între 1247–1250 Þórður a condus Islanda aproape singur. A murit în Norvegia în 1256.

### Sfârșitul comunității
În 1252, regele l-a trimis pe Gissur în Islanda. Adepții lui Þórður kakali au fost nemulțumiți și au încercat să-l omoare prin arderea reședinței sale⁠(d) din Skagafjörður⁠(d). În ciuda influenței și puterii sale, Gissur nu a reușit să-l găsească pe liderul incendiatorilor și s-a văzut obligat să se întoarcă în Norvegia în 1254 pentru a suporta pedeapsa regelui, care era nemulțumit de eșecul său de a aduce Islanda sub tronul norvegian.
Au continuat diverse conflicte minore în toată Islanda. Cu timpul, Gissur a primit titlul de Jarl⁠(d) și a fost trimis acasă pentru a negocia. Abia când regele și-a trimis emisarul special, Hallvarður gullskór („pantofi de aur”), islandezii au acceptat dominația norvegiană. Comunitatea a luat sfârșit odată cu semnarea acordului Gamli sáttmáli⁠(d) („Vechiul Legământ”) în 1264.